# Дем'янчук Роман Анатолійович
Рома́н Анато́лійович Дем'янчу́к — старший лейтенант Збройних сил України.

## З життєпису
Випускник Академії сухопутних військ імені гетьмана Петра Сагайдачного — «управління діями підрозділів танкових військ».

## Нагороди
За особисту мужність і героїзм, виявлені у захисті державного суверенітету та територіальної цілісності України, вірність військовій присязі під час російсько-української війни нагороджений
- орденом Богдана Хмельницького III ступеня.